# Phytomyza rufescens
Phytomyza rufescens är en tvåvingeart som beskrevs av Roser 1840. Phytomyza rufescens ingår i släktet Phytomyza och familjen minerarflugor.
Artens utbredningsområde är Tyskland. Arten är reproducerande i Sverige. Inga underarter finns listade i Catalogue of Life.